# Wolfgang Decker (Politiker, 1955)
Wolfgang Decker (* 22. September 1955 in Kassel) ist ein hessischer Politiker (SPD). Er war von 2008 bis 2021 Abgeordneter des Hessischen Landtags.

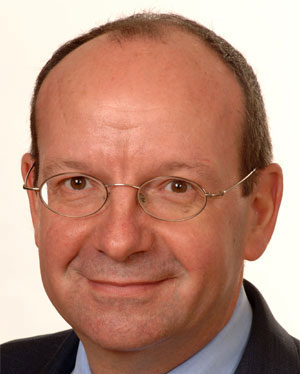
Wolfgang Decker

## Ausbildung und Beruf
Wolfgang Decker machte nach dem Erreichen der Fachhochschulreife Wirtschaft und Verwaltung eine Ausbildung zum Industriekaufmann bei der AEG in Kassel und schloss eine Ausbildung für die gehobene Verwaltungslaufbahn an.
Zwischen 1980 und 1990 arbeitete er in verschiedenen Funktionen beim Regierungspräsidium Kassel. 1990 bis 1994 war Decker Verwaltungsleiter der Landesanstalt für Privaten Rundfunk Hessen und 1994 bis 1998 als Leiter des Aufbaustabes des Bundesarbeitsgerichtes in Erfurt. Von 1998 bis 2008 arbeitete er beim Landeswohlfahrtsverband Hessen, zunächst als Persönlicher Referent des Landesdirektors, seit 2005 Leiter des Servicebereiches Personal und Organisation.

## Politik
Wolfgang Decker ist seit 1976 Mitglied der SPD und dort stellvertretender Vorsitzender der SPD Kassel und Ortsvereinsvorsitzender Wolfsanger/Hasenhecke.
Kommunalpolitisch war er von 1993 bis 1997 im Ortsbeirat Wolfsanger / Hasenhecke, von 1997 bis 2006 als Ehrenamtlicher Stadtrat Mitglied des Magistrats der Stadt Kassel und seit 2006 als Stadtverordneter tätig.
Bei der Landtagswahl in Hessen 2008 wurde Decker als Wahlkreisabgeordneter im Wahlkreis Kassel-Stadt II mit einem Ergebnis von 46,7 % der Erststimmen direkt in den hessischen Landtag gewählt. 2009 wurde er mit 38,3 % der Erststimmen erneut direkt in den Landtag gewählt. Auch 2014 und 2018 konnte er sein Direktmandat verteidigen. Seit 2009 war Wolfgang Decker Vorsitzender des Haushaltsausschusses des hessischen Landtages. Des Weiteren gehörte er dem  Sozialpolitischen Ausschuss und dem Unterausschuss für Finanzcontrolling und Verwaltungssteuerung an. Wolfgang Decker war ab 2009 arbeitsmarktpolitischer Sprecher der SPD-Landtagsfraktion sowie Sprecher für Behindertenpolitik. Zum 30. Juni 2021 legte er sein Landtagsmandat aus gesundheitlichen Gründen nieder. Für ihn rückte Esther Kalveram in den Landtag nach.